# Maur Ametller i Paguina
Maur Ametller i Paguina (Palafrugell, 6 d'agost de 1749 - Sant Benet de Bages, 14 de febrer de 1833) fou un compositor de música religiosa i naturalista. Traductor al català, entre altres de Les glòries de Maria. Membre de la Reial Acadèmia de Ciències i Arts i de la Societat Filharmònica de Barcelona. Té un carrer dedicat a Llafranc.

## Biografia
De nom real Francesc, s'inicià probablement en les primeres lletres amb el seu pare, que en aquell temps era mestre de gramàtica a la Bisbal d'Empordà. Del 1758 al 1765 estudià música amb Josep Anton Martí i Benet Julià, a l'Escolania de Montserrat. Acabats els estudis, volgué quedar-se al monestir, però els seus pares no li ho permeteren. Cursà estudis eclesiàstics, fou ordenat sacerdot al seminari de Girona i el 1786 amb 36 anys, i només després de la mort dels seus pares, prengué l'hàbit benedictí.
Tenia una magnífica veu de baríton i fou nomenat cantor major. Introduí modificacions en la tècnica del cant que donaven més sumptuositat a les funcions litúrgiques. Sembla que el cor no havia cantat mai com ho feu sota la seva mestria. Compongué una Salve Regina, que es cantava cada dia després de completes, i posà música al Pange lingua i al Vexilla Regis, per a l'adoració de la Santa Creu de Divendres Sant i els passos de Diumenge de Rams i de Divendres Sant. Com a compositor té escrites passions i peces per a clavicèmbal, motets per a cor i orquestra, etc.
Home molt enginyós, inventà diverses màquines hidràuliques i un instrument de teclat, per l'estil del clavicèmbal, en forma de vela de vaixell al qual donà el nom de velacordi. El presentà a la Llotja de Barcelona on fou exposat durant molts anys i que també mostrà al rei Carles IV d'Espanya durant la visita que el monarca borbó efectuà a Montserrat l'any 1802. També ideà una màquina sembradora i un aparell per a l'extracció de sorra i dragatge dels ports. El 1817 ingressà a l'Acadèmia de Ciències Naturals i Arts de Barcelona i fou membre d'honor de la Societat Filharmònica de Barcelona.
També fou naturalista i estudiós de la fauna i flora de Montserrat. La seva cel·la havia estat convertida en una mena de museu visitat per gairebé tots els qui anaven al monestir. S'hi trobaven recollides les belleses més rares en plantes i insectes que, a força de treball i d'anys, havia buscat ell mateix i dissecat a la muntanya. Carles IV i la reina Maria Lluïsa també s'interessaren per la col·lecció arran d'una visita l'any 1802.
Durant 16 anys, el pare Ametller sortia del monestir els mesos d'estiu per fer les seves recol·lectes per la muntanya. També va ser ell qui va mesurar per primera vegada l'alçada de la muntanya de Montserrat. El pare Ametller, junt a un altre monjo que es deia Grau (que era farmacèutic), a la fi del segle xviii varen visitar les coves de Montserrat tot acompanyant un magistrat de l'Audiència de Catalunya, que se suposa que era Francisco de Zamora, que acabà a un lloc on un riu subterrani els impedí de seguir més endavant.
Malauradament, Ametller va veure com tot aquest material, els seus llibres, pintures i papers es perdien quan el monestir de Montserrat fou incendiat dues vegades per les tropes napoleòniques, el 1811 i el 1812.
Passà l'última part de la seva vida a Sant Benet de Bages on finalment traspassà als 84 anys.
Es conserven obres seves a l'Arxiu del monestir de Montserrat i al Fons musical de la catedral-basílica del Sant Esperit de Terrassa.

## Obra
Trobem obres a la Catedral-basílica del Sant Esperit de Terrassa per a format de cor i acompanyament.

### Obres per a cor i acompanyament
- Passio para el Viernes Santo: Veus (Ti I/II, C) i Org.
- Passio / del / Domingo de Ramos: Veus (Ti I/II, C), Basso i Hrm.
- Passio del Domingo de Ramos: Veus (Ti, C, T, B) i Ac.
- Passio para el Viernes Santo: Veus (Ti I/II/III, B), Hrm i Basso.

- Passio para el Domingo de Ramos: Veus (Ti I/II/III, B) i Basso.